# جاناتان استارک (تنیس‌باز)
 جاناتان استارک (انگلیسی: Jonathan Stark؛ زاده ۳ آوریل ۱۹۷۱) یک تنیس‌باز اهل ایالات متحده آمریکا است.